# Sosikrates von Rhodos
Sosikrates von Rhodos (Σωσικράτης Sōsikrátēs; * um 200 v. Chr.; † um 128 v. Chr.) war ein antiker griechischer Geschichtsschreiber.
Sosikrates schrieb eine Geschichte von Kreta und eine Geschichte der Philosophie in mehreren Büchern (die sogenannten Philosophenschulen), die besonders auf die einzelnen Schulen einging und die Lehrer-Schüler Verhältnisse berücksichtigte. Seine Werke sind nur in wenigen Fragmenten erhalten. Durch Diogenes Laertius wissen wir, dass Sosikrates sowohl über Monimos als auch über Diogenes von Sinope sowie Thales von Milet berichtete.